# Serge Frolow
Pour les articles homonymes, voir Frolov.
Serge Frolow (1903-1959) est un météorologue français d'origine russe qui a passé la majorité de sa carrière dans les territoires outre-mer de la France. Il a implanté plusieurs stations météorologiques, dont celle de l'île Tromelin, pour l'étude et la prévision des cyclones tropicaux.

## Biographie
Serge Frolow est né le 16 janvier 1903 à Saratov (Empire russe). Ses parents ont émigré en France où il a fini premier de l’école d'agronomie coloniale de Nancy. Il a rejoint le Service météorologique d'outre-mer français en 1932. Après plusieurs années en Afrique-Occidentale française, il est nommé directeur adjoint de l'observatoire météorologique du Morne-des-Cadets en Martinique en 1940. En 1943, il devient directeur du Service météorologique du groupe Antilles-Guyane. Le gouvernement de Vichy charge Frolow, ayant succédé à M. Romer à la tête du groupe, d'organiser la météorologie en Guadeloupe pour le trafic aérien en pleine croissance. À la fin des années 1940, Frolow devient directeur adjoint du service météorologique de Madagascar, alors sous administration française. 
En 1947, le Service proposa aux autorités françaises de construire une station d'observation météorologique sur l'île Tromelin, petite île corallienne isolée à 450 km à l'est de Madagascar, pour la surveillance des cyclones tropicaux ce qui fut accepté. En novembre 1953, Frolow dirigea une mission de reconnaissance et au début de 1954, il est revenu avec une équipe pour construire la station. Les premières observations météorologiques furent envoyées depuis la nouvelle station de l'île de Tromelin le 8 mai 1954. La station a été nommée plus tard en son honneur,,. Sous sa direction, une station météorologique a aussi été construite en 1950 sur la petite île Europa, au milieu du canal du Mozambique.